# Малките чародейки
„Малките чародейки“ (на английски: Little Charmers) е канадски компютърно анимиран сериал, продуциран от Nelvana и Spin Master Entertainment за Treehouse TV. Сериалът се излъчва премиерно по Nickelodeon в Съединените щати на 12 януари 2015 г. и приключва на 15 април 2017 г. Treehouse TV обявява след седмица, че премиерата на сериала се излъчи в Канада в последният ден на януари; въпреки че втория епизод дебютира шест дни след обявяването му, и 6 дни предварително за излъчващия дебют. Продуцирани са над 57 епизода.

## В България
В България сериалът е излъчен по SuperToons с български дублаж, записан в студио „Про Филмс“. Ролите се озвучават от Елена Грозданова, Мина Костова, Мими Йорданова и Сотир Мелев.
През 2018 г. сериалът е излъчен по „Ник Джуниър“.